# Ляров Матвій Львович
Ляров Матвій Львович (17 березня 1884, Москва, Російська імперия — 18 березня 1964, Одеса, УРСР, СРСР) — український актор. Народний артист Української РСР (1946).

## Життєпис
Народився 7 березня 1884 р. в Москві. Закінчив приватні драматичні курси в Одесі (1902). З 1904 року — артист трупи П. Н. Орленєва. У 1917—1928 — актор Херсонського, Ростовського, Нижньо-Новгородського театрів. Був актором Одеського російського драматичного театру (1928–1958). Працював на кінофабриці ВУФКУ.
Помер 18 березня 1964 р. в Одесі. Похований на Другому християнському кладовищі. 

## Фільмографія
Знімався у фільмах:
- «Макдональд» (1925, член II Інтернаціоналу)
- «Укразія» (1925, Біллинг)
- «Димівка» (1925, Стовбенко-Сороча)
- «Радянське повітря» (1925, Музи-кеску)
- «Беня Крик» (1926, Мендель Крик)
- «Мандрівні зорі» (1926, Вітторіо Маффі)
- «В пазурах Радвлади» (1926, білогвардієць)
- «П. К. П.» (1926)
- «Тарас Трясило» (1926)
- «Гамбург» (1926, Майс), «Спартак» (1926, Сулла)
- «Микола Джеря» (1926, Бжозовський)
- «Тарас Шевченко» (1926, Енгельгарт)
- «Спартак» (1926, Сулла, диктатор Рима)
- «Борислав сміється» (1927, Герман)
- «Тамілла» (1927, Лахраш)
- «Бенефіс клоуна Жоржа» (1928, полковник Шкуро)
- «За монастирською брамою» (1928, Недзельницький)
- «Очі, які бачили» (1928)
- «Крізь сльози» (1928)
- «П'ять наречених» (1930, сільський багатій)
- «Кондуїт» (1936)
- «Пригоди Петрушки» (1936)
- «Назар Стодоля» (1937)